# Хайне (компания)
Вижте пояснителната страница за други значения на Хайне.
„Хайне“ (на нидерландски: Hainje) е холандски завод за автобусни каросерии, основан от Бартел Хайне на 11 ноември 1907 г. в Херенвен. На 1 януари 1989 г. компанията е придобита от „Berkhof“, а тя от своя страна е придобита от „VDL Group“. До 2010 г. съществува като част от „VDL Bus Heerenveen“.

## История
Заводът съществува е продължение на много години. Разположен е в южната част на Херенвеен. На 14 ноември 1980 Абе Хайне полага първия камък на новата сграда на завода в промишлената зона до канала Ветерсвил в Херенвеен. На 17 август 1966 г. е произведен първият автобус от завода (GVB-301).
Името „Хайне“ изчезва на 1 януари 1989 г., след като компанията бива придобита от „Berkhof“. Името се променя на Berkhof-Heerenveen. По Думите на А. Г. Беркоф, промяната на името от Хайне на Berkhof е било необходимо, защото Хайне по това време има „проблеми с качеството“ на стандартните градски автобуси. На други придобити компании като Küsters-Berkhof и Jonckheere (към момента VDL Bus Roselare)е било разрешено да запазят имената си. Сегашната VDL Bus Heerenveen все още произвежда някои градски и междуселищни автобуси.

## Продукти

### Градски и междуселищни автобуси
През 50-те и 60-те години на XX век са произведени някои автобуси от градски тип. За селските райони по това време са се движили много автобуси Scania-Vabis и ДАФ, произведени в същия завод.
Заводът „Хайне“ е най-известен със своя т.нар. Червен Автобусен Стандарт (CSA). Автобусите от този вид се произвеждат от 1966 до 1982 г. (първа модификация - CSA I), от 1982 до 1988 г. (втора модификация - CSA II). Дизайнът е закупен от Werkspoor. Хайне е отговорен за производството на по-голямата част от автобусите. Произведен е ограничен брой автобуси в края на 60-те години от трети производители, а именно Den Oudsten и Verheul. През 1982 г. „Хайне“ представя второто поколение стандартен автобус – CSA II, като същият се произвежда до 1988 г. През 1977 г. „Хайне“ представя съчленен автобус за GVB-Амстердам - Mercedes-Benz O317 със стандартна каросерия от първа модификация и оборудване на „Мерцедес“. През 80-те години се произвеждат няколко автобуса от типа „миди-бус“.

### Стандартни крайградски автобуси
В периода 1974 – 1984 г. „Хайне“ произвеждат автобуси от крайградски тип (напр. ДАФ MB200). Шасито за тях се произвежда от ДАФ и са доставяни за BBA (Бреда), Централна Нидерландия, DVM (Мепел, Гронинген, Фризия, Оверейсел), Gado (Гронинген), NZH (Харлем - музей), VAD (Зволе) и ZWN (регионална компания). Част от автобусите са с шаси на Volvo, най-вече закупувани от BBA, VAD, CAO, TET.

### Автобуси Стандарт 2000
През 1987 заводът представя автобус по стандарт, наречен „Стандарт-2000“, замислен като наследник на стандартните автобуси от типа CSA.

## България

### Бургас
В периода 1998-2001 г. за нуждите на Oбщина Бургас и общинския оператор Бургасбус са извършени 3 доставки на общо 35 бр. употребявани автобуси Hainje CSA II / ДАФ SB201 от Ротердам и Амстердам. През 1998 г. са доставени 10 броя от RET (Ротердам) с номера 203, 204, 206, 211, 213, 214, 215, 217 (към момента авариен), 218 и 219. През 2000 г. са доставени още 10 от същия модел от GVB (Амстердам) с номера 347, 349, 351, 354, 359, 360, 366, 370, 371, 374. През 2001 г. е осъществена последната трета доставка от 15 екземпляра от този модел от RET (Ротердам) с номера 208, 212, 216, 220, 221, 301, 302, 303, 304, 305, 306 (авариен), 307, 308, 309 и 314. През 2006 година са доставени втора ръка 7 автобуса ДАФ SB220 / Den Oudsten B88 от „Хермес Груп“ - Айндховен. Известни са номерата на 5 от тях - 5260, 5350, 5405, 5408 и 5409.

### Варна
През 2005 година в град Варна са доставени втора ръка 2 автобуса ДАФ SB220 / Hainje, през 2006 г. – 3 автобуса Volvo B10M-55 / Berkhof и 15 автобуса Volvo B10MG-55 / Berkhof

## Галерия
- CSA2 – интериор
- GVU CSA2 SB201 Hainje ДАФ
- HTM 117 Leyland-Verheul
- BBA 102 Goirle Nieuwe Rielseweg 03 01 2006
- Парти-автобус RET 137 Delft Garage Connexxion 22 02 2006